# Sorgeat
Sorgeat är en kommun i departementet Ariège i regionen Occitanien i södra Frankrike. Kommunen ligger  i kantonen Ax-les-Thermes som ligger i arrondissementet Foix. År 2022 hade Sorgeat 90 invånare.

## Befolkningsutveckling
Antalet invånare i kommunen Sorgeat
Referens: INSEE